# Matteo Villani
Pour les articles homonymes, voir Villani.
Matteo Villani (Florence, vers 1283/1285-1363) est un  écrivain, chroniqueur florentin de la fin du XIIIe et du début du XIVe siècle.

## Biographie
Les informations sur la vie de Matteo Villani sont rares. Il est né à Florence à la fin du XIIIe siècle, il continue  la Nuova Cronica de son frère Giovanni, mort en 1348 de la  peste. Comme son frère, il meurt de la peste en 1363. Son œuvre qui se compose de onze livres a été brièvement poursuivie par son fils Filippo.
C'est la mort de son frère qui a incité Matteo Villani à continuer la Nuova Cronica, où transparaît son engagement de la recherche des sources et sur la documentation des faits. La partie concernant la peste de 1348, est particulièrement importante. Dans ce passage parmi les « lieux communs du genre » émerge une réflexion existentielle sur la vie.